# Raggnattljus
Raggnattljus (Oenothera longiflora) är en dunörtsväxtart. Raggnattljus ingår i släktet nattljussläktet, och familjen dunörtsväxter.

## Underarter
Arten delas in i följande underarter:
- O. l. grandiflora
- O. l. longiflora